# District de Khushab
Le district de Khushab (en ourdou : ضِلع خُوشاب) est une subdivision administrative de la province du Pendjab au Pakistan. Constitué autour de sa capitale Khushab, le district est entouré par le district de Chakwal au nord, les districts de Jhelum et de Sargodha à l'est, le district de Jhang au sud et enfin les districts de Bhakkar et de Mianwali à l'ouest.
Créé en 1982, le district se situe entre les deux villes Mianwali et Sargodha. Il se trouve dans le nord relativement industriel et urbanisé de la province du Pendjab, mais déroge pourtant à cette généralité. La population du district est effectivement principalement rurale et vit surtout de l'agriculture. C'est un fief politique de la Ligue musulmane du Pakistan. Il est aussi une zone stratégique, contenant des installations nucléaires et une base aérienne militaire.

## Histoire
La région de Khushab a été sous la domination de diverses puissances au cours de l'histoire. Elle a notamment été conquise par l'Empire sikh en 1818, puis en 1848, elle est conquise par le Raj britannique. En 1953, la ville nouvelle de Jauharabad est fondée et la centrale nucléaire de Khushab est créée en 1996 à trente kilomètres au sud de cette ville. C'est enfin en 1982 que le district de Khushab voit le jour, alors qu'il était avant intégré dans le district de Sargodha
Lors de l'indépendance vis-à-vis de l'Inde en 1947, la population majoritairement musulmane soutient la création du Pakistan. De nombreuses minorités hindoues et sikhes quittent alors la région pour rejoindre l'Inde, tandis que des migrants musulmans venus d'Inde s'y installent.

## Géographie

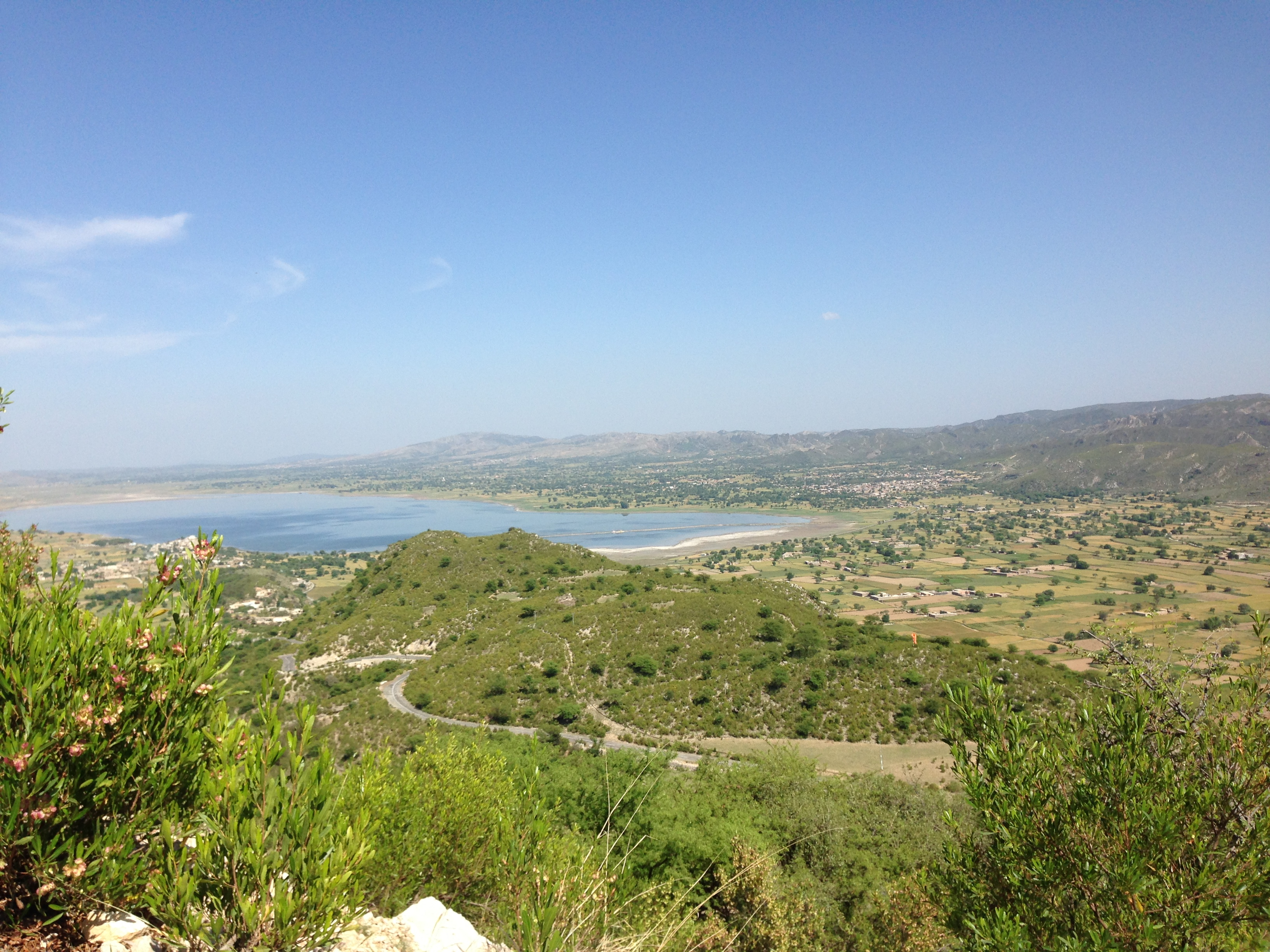
Le lac Uchali, dans la vallée Soon.

Le district présente des paysages divers. Il est d'abord limitrophe du désert de Thal et de la rivière Jhelum à l'est, du plateau Pothohar au nord et enfin on y trouve surtout la vallée Soon au nord-ouest, dans le tehsil de Naushera. On y trouve des montagnes, une végétation importante et plusieurs lacs. Son point culminant est le pic Sakesar à 1 522 mètres au-dessus du niveau de la mer. On y trouve non loin une base de la Pakistan Air Force.

## Démographie
Lors du recensement de 1998, la population du district a été évaluée à 905 711 personnes, dont environ 25 % d'urbains, contre 33 % au niveau national. Le taux d'alphabétisation était de 41 % environ, dont 60 pour les hommes et 22 pour les femmes, pour une moyenne nationale de 44 %.
Le recensement suivant mené en 2017 pointe une population de 1 281 299 habitants, soit une croissance annuelle de 1,84 %, inférieure aux moyennes provinciale et nationale de 2,13 % et 2,4 % respectivement. Le taux d'urbanisation monte un peu, à 28 %.
La langue la plus parlée du district est le pendjabi. Divers dialectes de cette langue sont parlés dans le district. Le majhi (considéré comme le dialecte standard) est surtout parlé dans les villes, et plusieurs autres dans des zones différentes du district. Très majoritairement musulman, à 96 % de la population en 1998, le district compte quelques minorités religieuses, soit 3 % d'hindous et 1 % de chrétiens.

## Administration

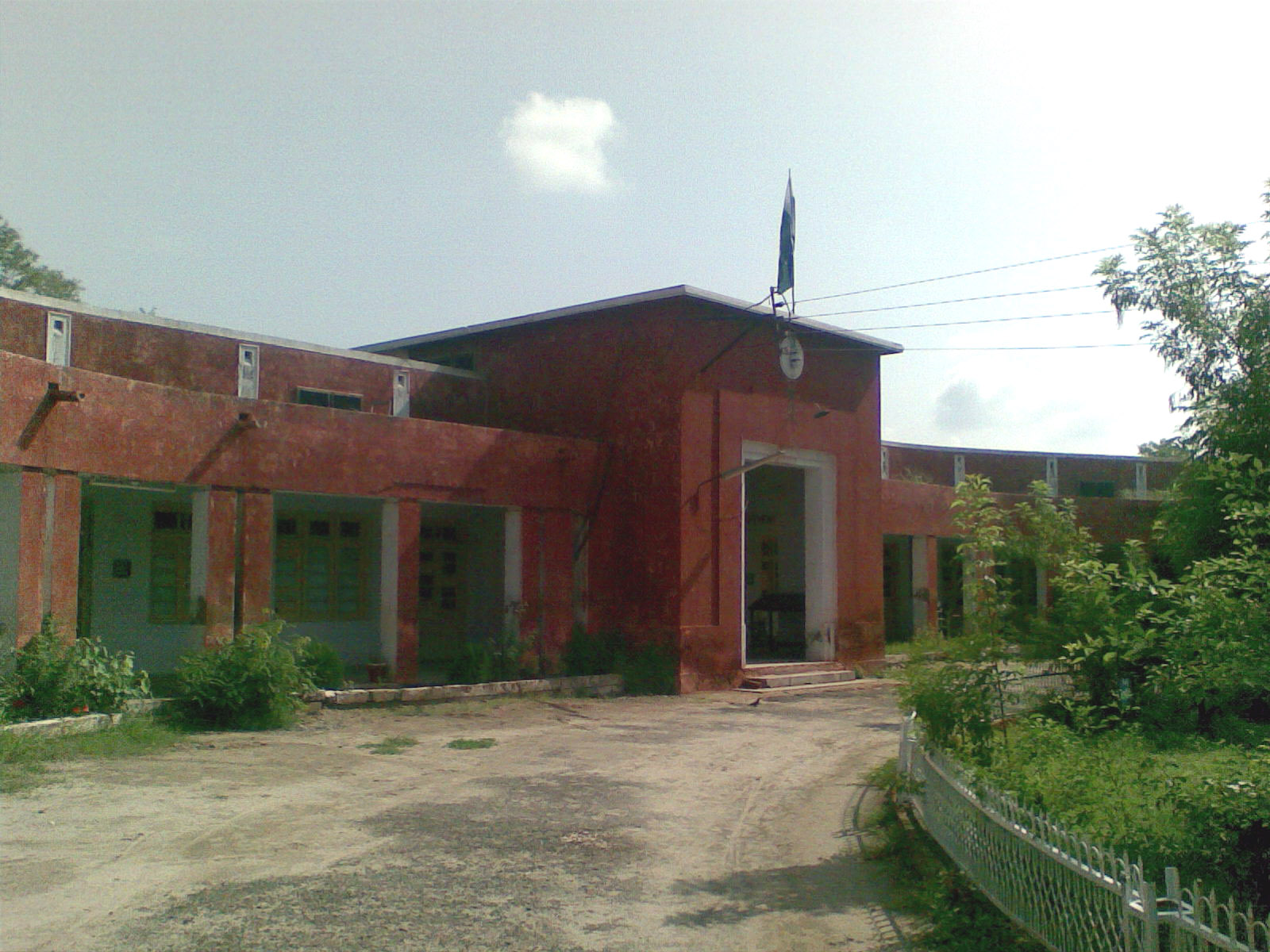
Campus de l'Université de Lahore à Jauharabad.

Le district est divisé en quatre tehsils (Khushab, Noorpur Thal, Quaidabad et Naushera), 48 Union Councils et sept comités municipaux,,,.
Le district a été créé en 1982 en amputant une partie du territoire du district de Sargodha, à l'est. Il compte alors seulement deux tehsils : Khushab et Noorpur Thal. Le tehsil de Quaidabad est créé en 2007 sur ordre du ministre en chef de la province Chaudhry Pervaiz Elahi, puis le tehsil de Naushera est créé en 2013.
Six villes dépassent les 19 000 habitants en 2017. La plus importante est la capitale Khushab, qui regroupait à elle seule près de 9 % de la population totale du district et un tiers de la population urbaine. Les six principales villes regroupent quant-à elles près de 96 % de la population urbaine, selon le recensement de 2017.
| Ville        | Population (rec. 2017) |
| ------------ | ---------------------- |
| Khushab      | 119 384                |
| Jauharabad   | 91 254                 |
| Hadali       | 53 627                 |
| Mitha Tiwana | 33 479                 |
| Quaidabad    | 21 391                 |
| Noorpur Thal | 19 843                 |

## Politique
De 2002 à 2018, le district est représenté par les quatre circonscriptions no 39 à 42 à l'Assemblée provinciale du Pendjab. Lors des élections législatives de 2008, elles sont toutes remportées par des candidats indépendants, et durant les élections législatives de 2013 elles ont toutes été remportées par des candidats de la Ligue musulmane du Pakistan (N). À l'Assemblée nationale, il est représenté par les deux circonscriptions no 69 et 70. Lors des élections de 2008, elles ont été respectivement remportées par un candidat de la Ligue musulmane du Pakistan (Q) et un de la Ligue (N), et durant les élections de 2013 elles sont remportées par deux candidats de la Ligue (N).
Avec le redécoupage électoral de 2018, Khushab est représenté par les deux circonscriptions no 93 et 94 à l'Assemblée nationale et par les trois circonscriptions no 82 à 84 à l'Assemblée provinciale. Lors des élections de 2018, elles sont remportées par trois candidats du Mouvement du Pakistan pour la justice, un de la Ligue (N) et un indépendant.
| Parti                                        | Voix (national) | %       | Élus nationaux | Élus provinciaux |
| -------------------------------------------- | --------------- | ------- | -------------- | ---------------- |
| Mouvement du Pakistan pour la justice        | 194 714         | 41,44 % | 2              | 1                |
| Ligue musulmane du Pakistan (N)              | 155 663         | 33,13 % | 0              | 1                |
| Muttahida Majlis-e-Amal                      | 8 144           | 1,73 %  | 0              | 0                |
| Parti du peuple pakistanais                  | 6 307           | 1,34 %  | 0              | 0                |
| Parti national Awami                         | 897             | 0,19 %  | 0              | 0                |
| Indépendants                                 | 104 126         | 22,16 % | 0              | 1                |
| Total exprimés (participation : 58,65 %)     | 469 851         | 100 %   | 2              | 3                |
| Source : Commission électorale du Pakistan,. |                 |         |                |                  |

## Personnalités notables
- Khushwant Singh, romancier indien né à Hadali.